# Adenosin-5'-tetrafosfát
Adenosintetrafosfát (zkráceně ATPP) je nukleotid odvozený od adenosinu. Vzniká z adenosintrifosfátu (ATP) a trifosfátu působením enzymu acetyl-CoA syntetázy. Acetyl-CoA syntetáza rovněž katalyzuje tvorbu adenosinpentafosfátu z adenosindifosfátu (ADP) a tetrafosfátu.